# Культурное влияние Тейлор Свифт
Американская певица, музыкант и автор-исполнитель Тейлор Свифт (родилась 13 декабря 1989 года) оказала влияние на культуру благодаря своим песням, выступлениям, имиджу, творческому выбору, взглядам и мировоззрению. Дебютировав в 2006 году как 16-летняя независимая певица и автор-исполнительница в стиле кантри, Свифт на протяжении всей своей карьеры неуклонно добивалась славы и успеха, став в процессе этого крупным деятелем американской культуры и мировой поп-иконой. Она стала первым артистом в истории, удостоенным звания «Человек года» по версии журнала Time и стала звездой № 1 за всю первую четверть XXI века (2000—2024) в интегрированном чарте Billboard Top Artists (на основе активности в чартах Billboard 200 и Hot 100).
Свифт считается первопроходцем и одним из ведущих музыкальных исполнителей XXI века, она известна своим нетрадиционным, общеформатным успехом и достижениями в продажах альбомов, потоковом вещании, радиоэфире, продажах виниловых пластинок, официальных хит-парадах и гастрольных доходах. Публикации часто описывают её как квинтэссенцию современной культуры, обладающую редким сочетанием постоянного коммерческого успеха, признания критиков и непрекращающейся поддержки поклонников, что позволяет ей оказывать широкое влияние на музыкальную индустрию и получать отклик от неё, а также за её пределами. Bloomberg Businessweek отметил, что Свифт — это «The Music Industry (Музыкальная индустрия)», что является одним из многих её почётных прозвищ. Пресса использовала термин «Swift-mania (Свифт-мания)» для описания фанатского ажиотажа.
Начиная с десятилетия 2010-х годов и продолжая в 2020-х, Свифт стала предвестницей изменений в восприятии, распространении и потреблении музыки широкой публикой, разделив конец эпохи альбомов и рождение эпохи интернета. Она использовала свой голос, влияние и возможности социальных сетей для освещения и критики различных проблем музыкальной индустрии и общества в целом, способствуя реформам Spotify, Apple Music, Ticketmaster, контрактов на запись, а также осведомлённости о правах артистов, интеллектуальной собственности, мастер-записях, корпоративной жадности, сексизме и расизме.
Учёные и медиа-исследователи объясняют доминирующее положение Свифт в культуре музыкальной универсальностью, литературной чувствительностью, привлекательностью для разных поколений, глобальным масштабом и любопытством публики; её умением разбираться в бизнес-механизмах и маркетинговых тенденциях индустрии; сложными социологическими и психологическими отношениями между Свифт, её поклонниками, недоброжелателями и основными СМИ. Её культурный статус обеспечил ей сильное политическое и экономическое влияние в США. Она вдохновляет многочисленных музыкантов, художников и предпринимателей по всему миру, а элементы её творчества встречаются в различных произведениях искусства. В средствах массовой информации, а также в других сферах массовой культуры, таких как книги, телевидение и фильмы, также ссылаются на Свифт. Интеллектуальные исследования и культурологический анализ Свифт были сосредоточены на концепциях культуры знаменитостей, исключительной суперзвезды, социомузыкологических феноменах, волнах поптимизма, феминизме, гендерной динамике власти, капиталистических и потребительских структурах, американизме, а также парадигме миллениалов. Различные учебные заведения предлагают курсы, посвящённые Свифт.

## Известность и культурный статус
Тейлор Свифт — одна из самых продаваемых музыкальных исполнителей всех времён и одна из самых выдающихся музыкантов 21 века. Она — самая богатая женщина-музыкант и первая в истории миллиардерша, для которой музыка является основным источником дохода (1,1 млрд, по состоянию на 2023 год). Она выпустила 11 студийных альбомов — Taylor Swift (2006), Fearless (2008), Speak Now (2010), Red (2012), 1989 (2014), Reputation (2017), Lover (2019), Folklore (2020), Evermore (2020), Midnights (2022) и The Tortured Poets Department(2024)а также четыре перезаписанных альбома — Fearless (Taylor’s Version)(2021), Red (Taylor’s Version) (2021) и Speak Now (Taylor’s Version) и 1989 (Taylor’s Version) (2023). Все они были успешны, поддержаны различным количеством синглов, не считая песен и совместных работ, которые Свифт выпустила вне своих альбомов. Все альбомы были коммерчески прибыльными и получили в целом положительные отзывы музыкальных критиков. Американский музыкальный журнал Billboard отмечает, что лишь немногие артисты испытали на себе триединство успеха Свифт в чартах, признания критиков и поддержки поклонников, что привело к её широкому влиянию.
Несколько изданий отмечают популярность и долголетие Свифт как вид «непрекращающейся» славы и «глобального влияния», не виданного с 20-го века. По мнению Джоди Розена из журнала New York Magazine, Свифт — самая большая поп-звезда в мире, потому что траектория её популярности не поддаётся установленным шаблонам — «она находится между жанрами, эпохами, демографическими группами, парадигмами, тенденциями», оставляя таких артистов, как Бейонсе, Рианна, Леди Гага, Кэти Перри, Майли Сайрус и Джастин Бибер «на втором месте». Согласно CNN, Свифт начала десятилетие 2010-х годов как звезда кантри, а закончила его как «музыкальный титан всех времён». Автор The New York Times Бен Сисарио сравнил культурное доминирование Свифт с доминированием Майкла Джексона и Мадонны в 1980-х годах, назвав это тем, что «развлекательный бизнес в значительной степени смирился с невозможностью повторить это в раздробленном 21 веке». Бритни Спирс назвала Свифт «самой культовой поп-женщиной нашего поколения».
Исследователи называют Свифт поэтом, философом и бардом.

### Вездесущность в популярной культуре
Журналисты описывают Свифт одним из основополагающих камней современной культуры («cultural touchstone»). Обозреватель The Guardian Грег Джерико назвал Свифт «жизненной силой культуры», чья неизменная популярность, подчёркнутая эпохой интернета и глобализации, превзошла популярность Rolling Stones, Боба Дилана, Дэвида Боуи, Брюса Спрингстина и U2, у которых коммерческий и творческий расцвет был недолгим, тогда как Свифт продолжила находить успех на 18-м году своей карьеры (2022), выпустив Midnights, свой десятый студийный альбом. Джерико привёл цифровые инфографики (по состоянию на 2022 год), показывающие, что только Дрейк, Канье Уэст и Бейонсе могут сегодня соперничать со Свифт с точки зрения современной популярности, причём Свифт является самой популярной исполнительницей 21 века, «на много миль опережая» Бейонсе. Дрейк упомянул Свифт и её успех в своей песне 2023 года «Red Button», назвав её «единственной, кто мог заставить его выпустить альбом чуть позже». Крис Моланфи из Slate подчеркнул, что карьера Свифт длится дольше, чем у the Beatles, побив некогда считавшиеся «непревзойдёнными» рекорды группы. Бри Плейер из женского журнала Marie Claire высказала мнение, что «слово „икона“ в наши дни употребляется слишком вольно, но мисс Свифт — живая легенда». Elle назвал её «поп-мегазвездой небесного эшелона».
Обозреватель The Wall Street Journal Пегги Нунан высказала мнение, что американцы должны быть благодарны Свифт в 2023 году: «Все говорят, что она огромна, что она потрясающая, но на самом деле все гораздо серьёзнее, то, что она сделала в этом году, — это своего рода эпическая американская история, мисс Тейлор Свифт — человек года». Billboard высказал мнение: «Свифт достигла уровня славы Майкла Джексона».
В современной культуре знаменитостей музыка, жизнь и образ Свифт являются объектами внимания.
Свифт стала кумиром подростков после выхода её одноимённого дебютного студийного альбома в 2006 году, и с тех пор стала доминирующей фигурой в популярной культуре, часто называемой поп-иконой. Гейл Памерло, директор по консультированию из Питтсбургского университета в Гринсберге, приписывает глобализации славу Свифт и называет её «социальной заразой», извлекающей пользу «из существования во времена 24-часовой глобальной связи, когда каждый знает, что думает и делает каждый другой». Кристи Фэйрклаф из Школы искусств и медиа Салфордского университета назвала Свифт «центром культурной вселенной». Журналист The Ringer Кейт Книббс написала, что Свифт неизбежна, поскольку её музыка проникает «глубоко в ткань современной общественной жизни, нравится нам это или нет». Таким образом, карьерный выбор и активизм Свифт привели к реформам в музыкальной индустрии. В статье 2016 года Billboard высказал мнение, что, несмотря на десятилетнюю карьеру, Свифт продемонстрировала «неоспоримое» влияние на культуру в целом. Назвав Свифт артисткой десятилетия 2010-х годов, Кристофер Роза из Glamour заявил: «Со времён Мадонны нет ни одного артиста, который бы так властвовал над поп-культурой, как Свифт».
Журнал Time включал Свифт в рейтинги 100 самых влиятельных людей в 2010, 2015 и 2019 годах. В 2014 году она была включена в список Forbes «30 моложе 30 лет» в категории «Музыка». В 2015 году Свифт стала самой молодой женщиной, вошедшей в список 100 самых влиятельных женщин по версии Forbes, заняв в нём 64-е место. В 2022 году она стала самым «разыскиваемым в Google» музыкантом. В 2023 году Брайан Хайатт из Rolling Stone написал: «За семнадцать лет карьеры Свифт ей удалось достичь новой высоты популярности» и назвал это Taylormania. Он отметил, что Свифт «создала целую новую фанбазу поверх уже огромной во время пандемии», выпустив альбомы Folklore и Evermore, которые «переориентировали внимание на тексты её песен»; перезаписи, которые «помогли вновь представить её ранние альбомы новым и молодым поклонникам»; и Midnights, который «завершил всё это новым набором хитов». Журнал Billboard также назвал 2023 год «беспрецедентным» для Свифт, заявив, что «её присутствие в популярной музыке — это то же самое, что и сама популярная музыка. Она работает на полную катушку, в разных медиа и эпохах, и у неё нет равных по уровню». News.com.au пишет: «Вероятно, на планете ещё не было никого столь значимого в культурном плане, как Свифт». Джефф Янг, пишущий для CNN, сказал: «Правда в том, что просто продажа альбомов теперь кажется причудливым эталоном свифтовских достижений. Сейчас о ней все чаще говорят как об экономической силе природы, защитнике творческих преобразований, организаторе и новаторе и, возможно, самой влиятельной и даже самой могущественной фигуре в музыкальной индустрии». За её культурное доминирование в 2023 году журнал «Time» выбрал Свифт Человеком года — впервые в истории это звание получил артист.
Deadline Hollywood назвал Свифт «монархом всех медиа», заявив: «Факт в том, что, будучи проданной и поданной почти идеально почти на каждой платформе, никто в 2023 году не захватил воображение, дух времени и кредитные карты так, как это сделала Свифт». Или, говоря по-другому, в Америке нет никого крупнее НФЛ, кроме Свифт.
Джефф Хейден из Inc. высказал мнение: «Свифт — это Элвис Пресли или The Beatles этого поколения, Говард Шульц, добившийся успеха в собственном бизнесе, и Опра Уинфри в сфере культурного влияния».

### Американский символ
Журналисты также связывают славу Свифт с американистскими ценностями. По мнению Книббса, Свифт к своему второму студийному альбому Fearless уже стала «знаменитостью, закрепившейся в американской культуре», благодаря трём факторам: критикам, которые восхищались её мастерством как автора песен, которому не нужно полагаться на других; родителям, которые оценили отсутствие ненормативной лексики в её песнях, и «всем нравилось, что они были чертовски запоминающимися». Джек Дики из Time сказал, что к 2014 году Свифт стала «самым важным музыкантом Америки». Maxim назвал карьеру Свифт «квинтэссенцией американской истории успеха». Шайна Уэзерхед из Collider, назвала Свифт «столпом дух времени культуры», олицетворяющим любовь, усердие и феминизм, независимо от того, «нравится это [Свифт] или нет». Далее Уэзерхед пишет, что слава Свифт превратила её в столп американской культуры, не ограничиваясь только американской музыкой. Tampa Bay Times считает Свифт «американским сокровищем» («American treasure»), а Майкл А. Коэн из MSNBC назвал её «самой известной и влиятельной культурной иконой» в США. Каетлин Лидди из NBC News сказала, что «Свифт становится все более синонимом американской поп-культуры». Эрик Бергер из The Washington Post высказал мнение: «Свифт — самый популярный американский музыкальный исполнитель за всю историю», поскольку она использует свою экономическую мощь для спасения экономики США.
Американский комедиант и телеведущий Сет Майерс назвал Свифт «одним из наших величайших национальных героев». В статье для The Washington Post, Юджин Робинсон выразил мнение, что «Свифт и Супербоул — два самых любимых явления в американской культуре».
Критик Грейл Маркус отметил, что Свифт «носит американский флаг на своём лице: красные губы, белая кожа и голубые глаза». По словам автора журнала Vulture Нейта Джонса, Свифт является «музыкальным воплощением американской гегемонии». Эмили Сент-Джеймс из Vox пишет, что Свифт рассказывает истории миллениалов США через свои песни, точно так же, как Спрингстин представлял американских бэби-бумеров. Свифт также метафорически называет себя «Мисс Американа» в своей песне 2019 года «Miss Americana & the Heartbreak Prince», которая также вдохновила одноимённый документальный фильм 2019 года о её жизни и карьере.

### Награды и почести
На протяжении своей карьеры Свифт получала различные почётные титулы и прозвища в знак признания её влияния на культуру. «Возлюбленная Америки» (America’s Sweetheart) — распространённый титул, который СМИ использовали для обозначения Свифт в начале её карьеры, благодаря её образу «всеамериканской» девушки, а «Принцесса кантри» возникла из-за её популярности как звезды кантри. Некоторые СМИ называли её «поп-титаном» или «королевой поп-музыки» (Queen of Pop), ссылаясь на её доминирующее положение в поп-музыке. Time и PopSugar использовали термин «Королева бриджей» (Queen of Bridges), чтобы оценить способность Свифт сочинять хорошо воспринимаемые музыкальные бриджи. «Королева пасхальных яиц» (Queen of Easter Eggs) было придумано, когда Свифт стала известна использованием пасхальных яиц и подсказок в циклах альбомов и рекламных мероприятиях. Свифт также называли «Музыкальной индустрией» («The Music Industry») в Bloomberg Businessweek (на обложке журнала от 14 ноября 2014 года), The Odyssey, и американская журналистка Барбара Уолтерс, в свете её влияния на всю индустрию.
В 2019 году Свифт стала первой в истории обладательницей титула «Женщина десятилетия (2010-е годы)» от Billboard за то, что она была «одной из самых успешных музыкальных исполнительниц всех времён в течение 2010-х годов», в то время как American Music Awards назвала её Артисткой десятилетия, поскольку она выиграла больше всего трофеев в течение 2010-х годов. В 2021 году Brit Awards вручила Свифт трофей Global Icon «в знак признания её огромного влияния на музыку во всем мире». В 2022 году Nashville Songwriters Association International вручила ей награду Songwriter of the Decade, чтобы отметить «её невероятный успех» в период с 2010 по 2019 год как автора.
Палата представителей штата Пенсильвания приняла резолюцию, в которой объявила 2023 год «Эрой Тейлор Свифт» в штате («Taylor Swift Era»).
В честь Свифт или в знак благодарности были названы различные объекты. Зал славы и музей музыки кантри в Нашвилле, штат Теннесси, основал Образовательный центр Тейлор Свифт, в котором проводятся «мероприятия для школьных групп, связанные с учебным планом, индивидуальные программы для малышей, внеклассные семинары для подростков и беседы о книгах для любознательных взрослых». В мае 2022 года Свифт получила почётную степень доктора изящных искусств Нью-Йоркского университета за то, что она «одна из самых плодовитых и знаменитых артисток своего поколения», и выступила 18 мая 2022 года на стадионе «Янки» в качестве докладчика на церемонии вручения дипломов. В декабре 2022 года группа энтомологов присвоила эндемичному для Теннесси виду многоножек научное название Nannaria swiftae, а в 2023 году в её честь назвали паука Castianeira swiftay (Коста-Рика). В 2023 году ботаники назвали бекроним TSWIFT для высокопроизводительного дистанционного сенсора для датчиков роста растительности под названием «Tower Spectrometer on Wheels for Investigating Frequent Timeseries».
1 апреля 2024 года Тейлор Свифт во 2-й раз выиграла награду «Артист года» на церемонии 2024 iHeartRadio Music Awards (а также «Поп-артист года», «Favorite Tour Style» за The Eras Tour, «Поп-песня года» и «TikTok Bop of the Year» за «Cruel Summer», «Лучшая лирика» за «Is It Over Now?»). Ранее она побеждала в главной категории в 2015 году, а в 2016 и 2018 побеждала в категории «Певица года». В сумме она стала рекордсменом по числу всех наград этой церемонии (25). В 2024 году она была названа 2-й величайшей поп-звездой XXI столетия по версии журнала Billboard и звездой № 1 за всю первую четверть XXI века (2000—2024) в интегрированном чарте Billboard Top Artists (на основе активности в чартах Billboard 200 и Hot 100). Международная федерация производителей фонограмм признала ее лучшим артистом года в мире рекордные пять раз (2014, 2019, 2022, 2023 и 2024).

## Жанры и музыка
Отмечая способность Свифт легко переключаться или смешивать жанры, Clash провозгласил в 2024 году, что «Тейлор Свифт больше не нуждается в определении жанра или звукового ярлыка, теперь она просто Тейлор Свифт». Музыкальный критик Энн Пауэрс считает, что Свифт создала свой собственный жанр, «смешав прочные структуры песен в стиле кантри с атмосферой R&B, каденциями хип-хопа и блеском поп-музыки». В 2023 году журнал Rolling Stone включил Свифт в свой список 200 лучших певцов всех времён (200 Best Singers of All Time).

### Перестройка музыки кантри
Свифт помогла сформировать современную сцену кантри-музыки. По словам Тома Роланда из Billboard, кантри-ландшафт сегодня «значительно отличается» благодаря Свифт и её карьерным решениям, которые некоторые критики считают «неортодоксальными». Розен описал Свифт как первого исполнителя кантри, чья слава вышла за пределы США, поскольку она предложила «современность, космополитизм, молодость» жанру, который традиционно олицетворял консерватизм, церковность и пожилых людей. Её успех в чартах распространился на Азию и Великобританию, где кантри-музыка не была популярна. После её взлёта к славе кантри-лейблы стали заинтересованы в подписании контрактов с молодыми исполнителями, способными писать собственную музыку.
В статье 2008 года под названием «Prodigy: The Rise of Taylor Swift» («Вундеркинд: восхождение Тейлор Свифт») Саша Фрере-Джонс из The New Yorker назвала Свифт «сверхъестественно искусным учеником устоявшихся ценностей». Фрере-Джонс видела Свифт вживую в качестве «разогревающего гостя» группы кантри Rascal Flatts, «гарцуя по сценическим платформам, исполняя перкуссионный дуэт на мусорных баках, и переключаясь без паузы — её голос, всё это время, лёгкий и дышащий, без жеманства — она соединяла энергию толпы с профессионализмом, который она демонстрировала с четырнадцати лет».

### Разбивая возрастные барьеры
По словам Роланда, Свифт настаивала на написании своих песен, черпая вдохновение из своей реальной жизни, что привело её на сцену кантри-музыки, которая исторически была «местом, где взрослые пели взрослые песни для других взрослых». Своими автобиографическими песнями о романтике и разбитом сердце Свифт представила жанр кантри молодому поколению, способному к сопереживанию. Несмотря на то, что возрастная демография целевой аудитории американского кантри-радио была от 25 до 54 лет, слушателями обычно были людьми старше 35 лет. Различные исполнители кантри-музыки, руководители лейблов и радио безуспешно пытались снизить средний возраст с начала 1980-х годов; однако с подъёмом Свифт в начале 2000-х годов средний возраст упал ниже 25 лет, и жанр начал привлекать подростковую аудиторию. По словам радиоменеджера Джона Шомби, Свифт «ввела новую возрастную группу в этот формат благодаря своему звучанию и сочинению песен» и «писала для этого конкретного возраста и была первой, кто когда-либо делал это».
Свифт — одна из первых кантри-музыкантов, которая использовала Интернет в качестве маркетингового инструмента, продвигая свои песни и другие работы через MySpace, сайт социальной сети, который был крупнейшим в мире в период с 2005 по 2009 годы. Она создала свою страницу на сайте MySpace за день до официального запуска своего тогдашнего лейбла Big Machine Records (31 августа 2005 года). В конечном итоге она накопила более 45 миллионов стрим-потоков через MySpace, которые генеральный директор Big Machine Скотт Борчетта использовал, чтобы убедить «скептически настроенные» радиостанции кантри в том, что у Свифт есть аудитория. С тех пор фолловеры в социальных сетях и данные потоковых сервисов стали стандартами «для доказательства жизнеспособности артиста на радио». Rolling Stone назвал кантри-музыку Свифт одним из самых больших влияний на поп-музыку 2010-х годов. В 2014 году автор The New York Times Бен Сисарио отметил, что Свифт расширила привлекательность музыки кантри, познакомила с ней более молодую аудиторию и способствовала тому, что радио кантри превзошло Топ-40 как крупнейший формат в США.

### Во главепоптимизма
Журналисты подчёркивали, как Свифт переосмыслила мейнстрим поп-музыки в контексте 21 века, расширив границы поп-музыки, чтобы привнести эмоциональную вовлечённость и художественные амбиции без ущерба для коммерческого успеха, бросая вызов популярным убеждениям. В 2013 году Розен описал Свифт «красной эпохи» Red-эры как чопорную фигуру — «любимицу рок-критиков, в которой нет ни малейшего намёка на контркультурную крутость», что отличает её от поп-звёзд, которые следовали тенденции «распущенности» того периода.
В своём пятом студийном альбоме 1989, писал Роланд, Свифт «удалось покорить кантри и, беспрецедентным образом, полностью перейти в жизнь поп-артиста […] без единой заминки». Коммерческий успех альбома 1989 превратил образ Свифт из кантри-певицы в полноценную поп-звезду. Его синглы активно ротировались на радио США в течение полутора лет после его выхода, что, по мнению Billboard, стало «своего рода культурной вездесущностью», редкой для альбомов 2010-х годов. Учёный-гуманитарий Шон Каллен назвал Свифт фигурой «на переднем крае постмиллениальной поп-музыки». Ретроспективы Джея Уиллиса из GQ, Саши Геффен из Vulture и Ханны Майлреа из NME отмечают, что 1989 избежал современных тенденций хип-хопа и R&B, повлияв на молодых артистов, которые стали исследовать «чистый поп» и культивировать тенденцию ностальгического звучания в стиле 1980-х годов. Ян Гормели из The Guardian назвал Свифт знаменосцем поптимизма 21 века, заменив танцевальные/урбанистские (хип-хоп) тенденции новыми амбициями и доказав, что «успех в чартах и ясность художественного видения не являются взаимоисключающими идеями». Геффен приписал успех Свифт в переходе к поп-музыке её текстам, основанным на многослойном, эмоциональном взаимодействии, а не на поверхностных темах, которые доминировали в мейнстримной поп-музыке.
По мнению Люси Харброн из Clash, таких поп-звёзд, как Дуа Липа, не существовало бы, если бы Свифт не нормализовала смешение различных жанров поп-музыки в альбоме 1989 — явная тенденция среди поп-артистов после выхода альбома. Она проложила путь артистам, «которые больше не хотят быть в гетто разделённых музыкальных жанров», по словам Нила Смита из BBC. В 2022 году критики Сэм Сандерс и Энн Пауэрс посчитали Свифт «удачным сочетанием мегаваттной поп-звезды и автора-исполнителя из спальни», а Филипп Косорес из Uproxx считает, что Свифт не полностью соответствует ни традиционной эстетике поп-звезды, ни «классического рокера», представляя новый тип артистизма. Роберт Стайнер из Variety считает, что гастроли Свифт ознаменовали сдвиг в индустрии живой музыки, помогая поп-исполнителям доминировать на стадионных концертах вместо рок-музыкантов.

### Автор
Множество изданий и организаций называют Свифт одним из лучших композиторов столетия и всех времён. Так, например, в ноябре 2020 Свифт была вручена награда «Автор песен года» на церемонии Apple Music Awards от компании Apple, где она была названа «одним из самых выдающихся и титулованных авторов песен». В августе 2022 года она получила звание «Композитора-исполнителя десятилетия» от Нэшвильской ассоциации авторов песен, став тем самым первой женщиной, удостоенной этой награды. Свифт была включена в список лучших авторов песен всех времён по версии журнала Rolling Stone в 2015 году.
По словам Розена, Свифт в своей основе — это автор песен из Нашвилла, «пропитанная ценностями Мьюзик-Роу — мастерством и рассказом». Её песни известны своей страстью и сильными эмоциями. По словам Зои Раза-Шейх из The Independent, Свифт удаётся балансировать между универсальными темами и гиперспецифичностью, обладая «сверхъестественным талантом отражать мировые эмоциональные переживания через свой собственный объектив».
Британский учёный Джонатан Бейт назвал Свифт «настоящим поэтом» с «литературной чувствительностью», вызывающим в памяти Эмили Дикинсон и Шарлотта Бронте, что редко встречается в поп-музыке. Стефани Берт, профессор английского языка в Гарвардском университете, назвала навыки сочинения песен Свифт редкими «как на макроуровне написания песен — представление истории или идеи — так и на микроуровне — соединение гласных и согласных».

## Коммерческое доминирование
Песни, альбомы и концертные туры Свифт достигли огромного коммерческого успеха, не имеющего аналогов среди её современников как в США, так и на мировой арене. По словам Розена, «не существует реального исторического прецедента» для успеха Свифт. Billboard объяснил «непреходящую актуальность» Свифт тем, что она «понимает свою аудиторию» и использует кампании, которые «не укладываются в рамки индустриальных нарративов». Billboard также считает Свифт «образцом того, как выглядит коммерческий успех артиста звукозаписи». Публикации считают её миллионные продажи альбомов аномалией в индустрии, где доминирует стриминг, после окончания эры альбомов в 2010-х годах. Поэтому музыковеды Мэри Фогарти и Джина Арнольд считают её «последней великой рок-звездой». The Atlantic отмечает, что «царствование» Свифт противоречит общепринятому мнению, что успешная фаза карьеры артиста редко длится более нескольких лет. Исследователь Поль Теберж назвал её «своеобразной аномалией». В 2020-х годах она вступила в «новую стратосферу глобального карьерного успеха» по мнению Music Business Worldwide, которая отметила, что её популярность безгранична и «постоянно растёт». Что касается её успеха в разных форматах, то руководитель Billboard Джейсон Липшутц в 2023 году заявил, что Свифт «находится в своём собственном классе»: «Некоторые [артисты] пользуются огромным успехом в потоковом вещании, некоторые — на концертах. Но сейчас мы находимся в том моменте, когда нет никого лучше Тейлор Свифт, будь то на радио, в потоковом вещании, в продаже билетов или просто в культурном влиянии».
В июне 2024 года компания Global Media & Entertainment объявила о запуске Capital (Taylor’s Version), временной радиостанции на SDL National и Global Player, исполняющей исключительно музыку Свифт, которая была приурочена к британскому этапу тура The Eras Tour. Это был первый случай в Великобритании, когда национальная цифровая DAB-радиостанция была посвящена одному исполнителю.

### Внутренний рынок
Свифт была очень успешной исполнительницей в различных чартах США, публикуемых Billboard, переопределив параметры коммерческого успеха для индустрии.
В 2019 году журнал Billboard отдал ей восьмое место в рейтинге величайших музыкантов всех времён. Свифт дольше всех лидировала в рейтинге Billboard Artist 100 (более 100 недель на первом месте в чарте), она женщина с наибольшим совокупным количеством недель (70) на вершине Billboard 200 (и вторая после The Beatles-132, опережая Элвиса Пресли-67), женщина с наибольшим количеством синглов в Billboard Hot 100 в истории (263), а также в top-5 (36), в top-10 (59), в top-20 (100), в top-40 (164). Свифт артист с наибольшим количеством синглов номер один в цифровом чарте Digital Songs (29) и в Pop Airplay (13). 7 августа 2021 года она стала первой женщиной, имеющей пять альбомов, каждый из которых пробыл не менее 150 недель в Billboard 200: 1989 (349 недель), Taylor Swift (275), Fearless (261), Red (170) и Reputation (150). В январе 2022 года Тейлор Свифт побила рекорд по наибольшему количеству недель на вершине чарта кантри-альбомов Billboard среди женщин (99; увеличив его до 101 недели в 2023 году. Она является вторым в истории музыкантом по количеству сертифицированных цифровых синглов среди женщин (и третьей в целом) в США, с общими продажами 134 миллионов экземпляров, сертифицированных Американской ассоциацией звукозаписывающей индустрии (RIAA), и первой женщиной-исполнителем, имеющей и альбом (Fearless) и песню («Shake It Off») сертифицированных в бриллиантовом статусе RIAA. Свифт побила рекорд самого прибыльного концертного турне по Северной Америке за всё время со своим туром Reputation Stadium Tour (2018)
Она стала первой исполнительницей, три альбома которой заняли первое место в чартах менее чем за год, побив рекорд The Beatles 54-летней давности, и первой в истории полностью заняла первую десятку Hot 100. Её песня 2021 года «All Too Well (10 Minute Version)» стала самой длинной песней, когда-либо занимавшей первое место в Hot 100.
Свифт стала первой женщиной, которая одновременно имела в чарте пять альбомов в топ-10 и одиннадцать альбомов во всем рейтинге Billboard 200 и первым исполнителем, занявшим четыре первых места и включивший в чарт семь альбомов в top 10 Top Album Sales. Свифт 22 раза имела по 3 и более альбомов в Топ-10 Billboard 200.
Свифт — единственная исполнительница в истории Luminate Data, семь альбомов которой были проданы тиражом более миллиона копий за одну неделю — Speak Now (1,046 млн; 13 ноября 2010), Red (1,208; 10 ноября 2012), 1989 (1,286; 15 ноября 2014), reputation (1,216; 2 декабря 2017), Midnights (1,14; 5 ноября 2022), 1989 (Taylor’s Version) (1,359; 11 ноября 2023) и The Tortured Poets Department (1,913; 4 мая 2024). По мнению журнала New York, показатели продаж доказывают, что она «единственная, кто склоняет музыкальную индустрию к своей воле». После общеформатного успеха Midnights в эпоху потокового вещания критики начали описывать коммерческую мощь Свифт как беспрецедентную и не имеющую аналогов среди её современников. Billboard отметил, что успех Свифт «равномерно» распределяется между потоковым вещанием, продажами альбомов и продажами треков, в отличие от других альбомов 2022 года. Её коммерческий успех распространился и на радио, где она побила рекорд по количеству песен номер один в истории чарта Pop Airplay Billboard (12 чарттопперов).

### Виниловое возрождение
Свифт считается защитницей независимых музыкальных магазинов. Она сделала виниловые варианты своих альбомов доступными исключительно через небольшие магазины, что стимулировало их продажи; во время пандемии COVID-19 Свифт бесплатно рассылала свои пластинки в музыкальные магазины. Таким образом, она внесла огромный вклад в возрождение винила в 21 веке. В апреле 2021 года Evermore был продан тиражом в 102 000 виниловых пластинок, побив рекорд самой большой недели продаж виниловых пластинок в США с момента открытия эры подсчётов Luminate Data в 1991 году. Рекорд был превзойдён альбомом Свифт Red (Taylor’s Version) в ноябре 2021 года с 112 000 продаж виниловых пластинок, и снова альбомом Свифт Midnights (575 000 пластинок), который стал первым альбомом 21 века, проданным в США в количестве более миллиона виниловых пластинок. В Великобритании, Midnights был продан в количестве 80 000 LP в 2022 году, что стало самым высоким годовым показателем для альбома в 21 веке, в результате чего общие продажи винила в Великобритании превысили продажи компакт-дисков (CD) впервые с 1987 года. Благодаря своей поддержке независимых музыкальных магазинов Свифт была названа первым глобальным послом международного Дня музыкального магазина (Record Store Day, RSD). Виниловое издание (LP) третьего концертного альбома Свифт Folklore: The Long Pond Studio Sessions было выпущено в качестве лимитированных изданий RSD-эксклюзива и стали первым в истории RSD-эксклюзивным релизом, попавшим в первую десятку Billboard 200.

## Деловой подход
СМИ характеризуют Свифт как проницательную бизнес-леди. Эшли Лутц из Fortune назвала её «непревзойдённым гением маркетинга», назвав это одной из причин её успеха. По словам критика Ванессы Григориадис, она обладает «высокодуховной деловой хваткой». В журнале Entrepreneur Кейт Тейлор назвала Свифт примером для подражания для всех предпринимателей.
Лауреат Нобелевской премии экономист Пол Кругман сказал: «Будучи врождённым циником, я хотел бы списать её славу на маркетинговую шумиху, но печальная правда заключается в том, что она очень талантливый автор песен и музыкант с замечательным сценическим обаянием». Аналогичным образом Липшутц объясняет «рекордную популярность» Свифт «высоким качеством написания песен, а также проницательностью в принятии решений», а социолог Брайан Донован считает, что «она — музыкальный гений, но также и гений маркетинга».
В 2024 году Billboard поместил Свифт на первое место в своём ежегодном списке Power 100 — рейтинге самых влиятельных руководителей музыкальной индустрии. Мелинда Ньюман отметила, что Свифт — непреходящая сила в музыкальном бизнесе, приверженная инновациям и рискам, которые «приносят замечательные плоды» для остальной индустрии.

### Имя и бренд
Пытаясь объяснить её «непрекращающийся» успех и славу, различные авторы сравнивали Свифт с медиафраншизой, конгломератом компаний или брендом одной женщины. Как пишет The Ringer, Свифт — вездесущая «музыкальная биосфера сама по себе», достигшая такого успеха, «который превращает человека в социальный институт, в неизбежность». Музыкальный издатель Мэтт Пинкус назвал Свифт «франшизой интеллектуальной собственности», как фильмы расширенной вселенной DC; Fortune сравнил её с кинематографической вселенной Marvel.
По мнению профессора Р. Полка Вагнера из юридического факультета Университета Пенсильвании, то, что Свифт ассоциирует свои тексты с целым рядом товаров и услуг посредством заявок на товарные знаки, отражает её понимание того, что «она больше, чем музыка». Он добавил: «Это больше похоже на право на брендинг — рассматривать Тейлор Свифт как конгломерат». Pitchfork считает, что имя Тейлор Свифт — это бренд. Кроме того, в рамках практики, называемой «захватом домена», Свифт купила доменные имена порносайтов «taylorswift.porn» и «taylorswift.adult», чтобы предотвратить их неправомерное использование другими; Кэролайн Рипер из Marie Claire заявила, что, сделав эту покупку, Свифт могла осуществлять дальнейший контроль над своим публичным образом. Рипер обратила внимание на твит Свифт 2014 года, когда обнажённая фотография Свифт якобы была «слита» в сеть хакерами: «Хакеры говорят, что у них есть „обнажёнка“? Пссс, тебе бы это понравилось, правда? Развлекайтесь фотошопом, потому что у вас ничего нет».
Эндрю Скотти отметил в CNN, что «новостные издания и компании вбрасывают её имя в заголовки, интервью, брендированный контент и продукты, пытаясь использовать её мега-славу».

## Освещение в средствах массовой информации
Свифт широко освещается в средствах массовой информации. Она и её музыка упоминаются или используются в многочисленных книгах, фильмах и телевизионных шоу. Она также является объектом пристального внимания прессы. Критики описывают отношения между Свифт и ведущими СМИ как пример комплекса знаменитостей и индустрии, который, в свою очередь, сильно повлиял на творчество Свифт; Reputation — это критика этого комплекса, а «Мисс Американа» — его деконструкция. В таких СМИ, как USA Today, работают репортёры, которые занимаются исключительно освещением творчества Свифт. Шоу и телепередачи с её участием часто достигают зрительских максимумов; например, присутствие Свифт на игре Национальной футбольной лиги (НФЛ) вызвало «эффект Тейлор Свифт» («Taylor Swift effect»), что привело к рекордному росту числа зрителей и продаж товаров. По словам Моры Джонстон из журнала Entertainment Weekly, каждый шаг Свифт проверяется, «поскольку она одна из первых поп-звёзд, которая полностью выросла в эпоху бесконечной обратной связи социальных сетей с комплексом знаменитостей».
Газета The Washington Post дополнительно отметила: «Свифт — одна из немногих иностранных знаменитостей, набравших более 10 миллионов подписчиков на Weibo, китайском ответе Твиттеру».
В 2024 году Супербоул LVIII был признан Nielsen Media Research самой просматриваемой телепередачей в истории США, а с учётом новостных событий, рекорд за полвека впервые со времён высадки Аполлон-11 на Луну. И этот рекорд зрительской аудитории был приписан присутствию Свифт, несмотря на то, что ей было отведено всего 54 секунды эфирного времени.

## Гендер и феминизм
Идентифицирующую себя как феминистку, выступающую за право на аборт, Свифт называли феминистской иконой в СМИ, а её карьерные шаги изучались на предмет их феминистского подтекста. Свифт критиковала то, как СМИ изображают женщин; в своём выступлении на канадском телешоу Tout le monde en parle Свифт заявила, что «не выносит того, как СМИ изображают молодых женщин соперницами, а не союзницами». На протяжении всей своей карьеры Свифт регулярно жертвовала на различные феминистские цели и программы по расширению прав и возможностей женщин. Согласно опросу Morning Consult, проведённому в 2023 году, 52 % поклонников Свифт в США — женщины, а 48 % — мужчины.
Свифт демонстрировала женственный образ, но воздерживалась от «агрессивно сексуализированной феминистской поп-музыки» своих современниц, в результате чего издания отмечали, что ее сексуальная привлекательность была скромной, утонченной и изысканной

## Политическая роль
Политические журналисты и авторы отмечают Свифт как влиятельную личность в современной американской политике — самого влиятельного музыканта в политическом плане. Она использовала свою известность для подталкивания к политическим действиям. Законодатели за пределами США также выражали восхищение Свифт, например, Лиз Трасс, бывший премьер-министр Великобритании; Лени Робредо, бывший вице-президент Филиппин; Габриэль Борич, президент Чили; и судья Верховного суда Мексики Артуро Залдивар.
Данные Facebook за 2014 год показали, что Свифт является одним из исполнителей, формирующих «счастливую медиану» музыкальных предпочтений пользователей-демократов и республиканцев. По данным опроса, проведённого в 2023 году газетой The Times, 53 % взрослых американцев считают себя поклонниками Свифт, что выше, чем у Байдена и Трампа; журналистка Элли Остин объяснила, что, хотя Свифт придерживается левых взглядов, некоторые правые все же «жаждут» её, что делает её «объединяющим» демографическим стержнем, способным преодолеть политический раскол в Америке. По данным другого опроса, проведённого газетой The New York Sun, Свифт стала третьим по популярности выбором президента США после Трампа и Байдена. Бывший директор по стратегическим коммуникациям Белого дома Алисса Фара Гриффин пошутила, что Свифт — «единственный человек», который может победить Трампа на выборах.
Политическое влияние Свифт проявилось и в двухпартийной критике монополии Ticketmaster. Журналистка CNN Эллисон Морроу в статье «Одна нация под руководством Свифт» написала, что поклонники Свифт объединили партии так, как «не смогли предвидеть отцы-основатели». Брук Шульц из Ассошиэйтед Пресс заметила, как свифтис превратились в политическое движение, и посчитала поклонников Свифт влиятельным электоратом. По данным Morning Consult, 55 % американских поклонников Свифт являются демократами, 23 % республиканцами и 23 % независимыми.
В декабре 2023 года Свифт посетила сбор средств для американского актёра Рами Юссефа в пользу сектора Газа.
Свифт вдохновила ряд законодательных предложений, включая следующие:
- 22 мая 2023 года губернатор Техаса Грег Эбботт подписал закон «Save Our Swifties», запрещающий использование ботов для массовой покупки билетов[224][225]. Аналогичные законопроекты были приняты в штатах Нью-Йорк и Вашингтон[226].
- В июне 2023 года конгрессмены США Билл Паскрелл и Фрэнк Паллоне разработали в Палате представителей закон BOSS и SWIFT (Better Oversight of Stub Sales and Strengthening Well Informed and Fair Transactions for Audiences of Concert Ticketing), предписывающий пересмотреть платформы продажи и перепродажи билетов[227].
- В июне 2023 года в Национальный конгресс Бразилии был внесён законопроект против спекулирования «Закон Тейлор Свифт» (Taylor Swift Bill)[228].
- В ноябре 2023 года бразильский конгрессмен Эрика Хилтон внесла законопроект об обязательном предоставлении бесплатной воды на концертах и наказании компаний, запрещающих ставить бутылки с водой на площадках, после смерти посетительницы концерта Eras Tour из-за обезвоживания[229].
- В январе 2024 года сенаторы США Дик Дурбин, Линдси Грэм, Эми Клобучар и Джош Хоули представили закон DEFIANCE (Disrupt Explicit Forged Images and Non-Consensual Edit), предусматривающий уголовную ответственность за «цифровые подделки», изображающие идентифицируемое лицо без его согласия, после того как сгенерированные искусственным интеллектом фальшивая порнография, изображающая Свифт, была опубликована и распространена в социальных сетях[230].

В сентябре 2024 года Свифт поддержала кандидатуру Камалы Харрис на президентские выборах в США, назвав себя «бездетной кошатницей», что было отсылкой на саркастическое высказывание Джей Ди Вэнса, сделанное им 2021 году (до того как он стал кандидатом в вице-президенты от Трампа) в отношении нескольких видных демократов, включая Харрис, Вэнс тогда назвал их «кучкой бездетных кошатниц, которые несчастны из-за своей собственной жизни». Сторонники демократической парии надеялись, что поддержка такой популярной и влиятельной фигуры как Свифт поможет Камале победить Трампа, однако при проверке на практике в ноябре 2024 года эффект от поддержки Свифт оказался нулевым.

## Мода и эстетика
Стиль одежды Свифт широко освещаются модной журналистикой; её уличный стиль получил признание модных критиков. Свифт заново создавала свой образ и стиль на протяжении всей карьеры, подбирая их под соответствующий альбомный цикл и влияя на модные тенденции на протяжении всей своей карьеры.
Её «эволюция стиля», как в музыке, так и вне её, стала предметом широкого анализа со стороны СМИ. По мнению журнала Consequence, за десять лет внешний вид Свифт эволюционировал от «девушки, исполняющей кантри, до поп-звезды и лесной феи-поэта». Её дебют характеризовался сапогами в стиле кантри, «девчачьими» платьями и сарафанами; Fearless был вдохновлён сказочными принцессами и эпохой регентства, включая корсеты; в Speak Now она начала адаптировать более зрелые, гламурные образы; она носила чёрные шляпы и чёлки в эпоху Red, которая была основана на общей красной тематике ретро и хипстерской одежде; 1989 отошёл от «ультраженственности» к городскому стилю, комбинезонам, «чистым линиям и гладким тканям»; Reputation характеризовалась тёмными цветами (обычно чёрными), более строгими стилями, купальниками и мотивами, вдохновлёнными змеями; Lover включил в моду «конфетные цвета», пастель и блейзеры; уходящий корнями в коттеджный стиль, Folklore был деревенским, с простыми платьями, рубашками, брюками и свитерами, в то время как Evermore включал фланель и пальто; Midnights исследовал костюмы-ромперы, украшения и «гламур поп-звезды».
В 2011 году Vogue опросил известных американских модельеров о «новых иконах американского стиля»; Томми Хилфигер назвал Свифт, благодаря её «харизматичным» летним нарядам. People назвал Свифт Best-Dressed woman (лучшей одетой женщиной) 2014 года, назвав её «королевой уличного стиля». В 2015 году Свифт получила награду «Женщина года» от Elle за то, что стала «иконой стиля», способной «плавно переключаться между шикарным уличным стилем и гламурными платьями от кутюр на красной дорожке», и возглавила список «Maxim Hot 100» 2015 года. В статье для Vogue 2018 года критик Франческа Уоллес написала, что Свифт стала известна своим «лёгким, женственным» и «изящным» взглядом на моду, включающим банты, принты и сумки carryall, создавая уличный стиль, который «стоит копировать».
Свифт была сопредседателем Met Gala 2016 года. По мнению Келси Глейн из InStyle, Свифт — профессионал в моде «off-duty», у неё «желанный» уличный стиль, она часто синхронизирует наряды, сочетая классику, ретро и «крутые» элементы, цветочные принты, туфли Mary Jane или Oxford, ботинки Jimmy Choo и другие аксессуары от Aldo Group, Prada, Кристиана Лубутена, Elie Saab и Dolce & Gabbana. Vogue Australia считает Свифт влиятельной фигурой в области экологичной моды. В 2019 году она выпустила линию экологичной одежды совместно со Стеллой Маккартни.
Cottagecore пережил возрождение в Интернете после использования Свифт этой эстетики, что привело к росту продаж вязаных вручную аранских джемперов в Ирландии и США. Ирландская телерадиокорпорация RTÉ поблагодарил Свифт за то, что она вернула кардиганы «на карту» благодаря Folklore. После выхода альбома Evermore копии фланелевого пальто, в котором Свифт была изображена на обложке, были мгновенно распроданы на площадке электронного бутика Farfetch. Портные отмечают рост спроса на реплики нарядов Свифт, которые заказывают поклонники, чтобы надевать их на её концерты. Свифт также способствовала популяризации формальной одежды без рукавов и жилетов в женской моде.

## Фэндом
Свифт переосмыслила отношения между артистом и фэндомом, установив более глубокую связь со своей фанбазой
Свифт поддерживает активное присутствие в социальных сетях и тесные отношения с поклонниками, чему многие журналисты приписывают её успех. Её фэндом, называющий себя Свифтис (Swifties), и её отношения с ними также повлияли на музыкальную индустрию. То, как Свифт взаимодействует со своими поклонниками, является намеренным и уникальным для артиста её уровня; в практике, называемой «Taylurking», Свифт внимательно следит за своими поклонниками в Интернете и часто напрямую общается с ними в социальных сетях. Она посылала подарки, жертвовала деньги поклонникам и выбирала их для участия в небольших выступлениях и вечеринках по прослушиванию альбомов у себя дома.
Свифт хорошо известна своим активным использованием пасхальных яиц, которые в последние годы пытаются использовать и другие артисты, чтобы воспроизвести заинтересованное участие её поклонников. Теоретизирование фанатов, поощряемое виртуальными пасхальными яйцами Свифт, является определяющей чертой фэндома и способом для Свифт почувствовать чувство общности друг с другом и с самой Свифт. Многие фанаты чувствуют особую связь со Свифт, поскольку они выросли вместе с ней и её музыкой. Их положительный приём альбома Reputation, который, как ожидалось, должен был стать коммерческим провалом в свете противоречий, в которые была вовлечена Свифт, продемонстрировал приверженность фанатов бренду Свифт даже при полном изменении её творчества и её исчезновении из поля зрения общественности. Reputation также стал поворотным моментом, когда Свифт начала чаще включать виртуальные пасхальные яйца в свои работы, что позволило ей продолжать общаться напрямую с поклонниками Свифт, не давая официальных интервью, и с тех пор она продолжает эту практику.
Эндрю Унтербергер из Spin пишет, что символы — это «неразрывные элементы опыта Тейлор Свифт» и ключ к пониманию её творчества. По мнению Каролины Мимбс Найс из журнала The Atlantic, фэндом Свифт — это почти метавселенная: «огромное виртуальное сообщество, не связанное с единой платформой, основанное на мире вокруг Тейлор Свифт, которому не хватает только трёхмерного виртуального пространства для общения». По словам Эмили Яр, Свифт нравится вставлять «подсказки, намёки и головоломки» в свои произведения, посты в социальных сетях и интервью, создавая самомифологию, которая, по мнению поклонников, может иметь скрытый смысл, и пытаться его расшифровать, например, дату выхода, название песни или альбома или художественный элемент. Такое теоретизирование, например, привело к тому, что поклонники правильно предсказали дату объявления 1989 (Taylor’s Version) в 2023 году.
Коммерческий успех перезаписанных альбомов, которые Свифт выпустила после споров о её мастер-записях, является ещё одним доказательством силы бренда Свифт. Благодаря поддержке поклонников, перезаписи побили рекорды потокового вещания и впервые в истории возглавили чарты Billboard. Крис Уиллман из Variety написал, что, хотя попытки её современников владеть своей музыкой или перезаписывать её были менее успешными, Свифт и успех её перезаписей вдохновили других артистов «использовать поклонников в своих деловых спорах». Когда в мае 2023 года безымянная и неатрибутированная нехудожественная книга (позже выяснилось, что это «Beyond the Story: 10-Year Record of BTS») начала возглавлять чарты Amazon на основании слухов о том, что это могут быть мемуары Свифт, The Guardian назвал это частью «эффекта Тейлор Свифт», иллюстрирующего тенденцию коллекционирования или покупки всего, что связано со Свифт.
По словам исследователей интернет-культуры Кристины Лопес и Авниша Чандры, свифтис также стали предметом журналистского и академического интереса благодаря их «активному созданию контента, цифровой смекалке, организаторским способностям и иногда порочному поведению в сети». По мнению Брендана Канавана и Клэр МакКэмли, отношения между Свифт и её поклонниками представляют собой постпостмодернистский консюмеризм. Социолог Брайан Донован различает «фанатов Тейлор Свифт» (Taylor Swift fans) и Свифтис (Swifties, свифтианцев) и считает, что последние являются субкультурой, не похожей на другие фанбазы и характеризующейся коллективным возбуждением, пылом, в то время как лингвисты называют язык, основанный на текстах песен, который свифтианцы используют для общения друг с другом, «фанилектом» (fanilect).
Неистовство её поклонников назвали «манией Тейлор Свифт» («Taylor Swift mania», «Taylormania») считают это современным эквивалентом битломании. Джон Брим из Star Tribune, критик посетивший более 8000 концертов и написавший четыре книги (о Принсе, Led Zeppelin, Ниле Даймонде и Бобе Дилане), отметил, что «Тейлор Элисон Свифт достигла немыслимой когда-то монокультуры, духа времён битломании — за исключением того, что свифтимания (Swiftiemania) — это реакция на сильную женщину, а не на четырёх симпатичных парней — для миллениалов, представителей поколения Z и их родителей».

## Парадигма миллениалов
Критические комментарии используют карьеру Свифт для обозначения смены парадигмы в популярной культуре, поддерживаемой её статусом культовой фигуры миллениалов. По словам Розена, Свифт — это «бард поколения», объединивший «удовольствия старомодного песенного мастерства с переизбытком социальных сетей тысячелетия». Психиатр Сюзанна Гарфинкл-Кроуэлл считает, что Свифт — это поэт-лауреат поколения, у которого всегда есть песня, описывающая точную эмоцию, которую испытывает слушатель. Кайла Бартш из National Review назвала Свифт философом.
Американский писатель Нил Хау, придумавший термин «миллениал», назвал Свифт классическим образцом миллениального духа.
В 2010 году обозреватели The Christian Science Monitor Морли Вайноград и Майкл Д. Хейс высказали мнение, что рост славы Свифт сигнализирует о «музыкальном совершеннолетии» поколения миллениалов и что «это лишь вопрос времени, когда Свифт и её поколение переделают музыку Америки так же триумфально, как они переделали её политику с избранием президента Обамы». Награждая Свифт за её гуманитарные начинания в 2012 году, бывшая первая леди США, Мишель Обама назвала Свифт артисткой, которая «взлетела на вершину музыкальной индустрии, но всё ещё стоит на земле, и той, кто разрушил все ожидания о том, чего может достичь 22-летняя девушка».
В 2014 году журналист Quartz Джон Макдулинг написал, что Свифт «быстро становится самым влиятельным артистом своего поколения», чему способствуют «растущие» оценки критиков и продажи «блокбастеров», и задался вопросом, является ли она эквивалентом Дилана, Спрингстина или Курта Кобейна. После мирового турне 1989 (2015) National Post высказала мнение, что альбом 1989 «претендует на целое поколение» своим названием, как альбом, созданный миллениалом для миллениалов. Газета высказала мнение, что, как и Свифт, все среднестатистические миллениалы «постоянно подвергаются критике и тяжёлым диалогам», и «вынуждены стать одновременно чувствительными и закалёнными к любой стимуляции», и все это воплощено в музыке Свифт, и далее выделила сингл 2016 года «New Romantics» как оду поколению.
Согласно опросу 2019 года, проведённому компанией цифровых исследований YPulse, Свифт возглавила список музыкантов, которые представляют миллениалов (возраст 19—37 лет). Свифт также олицетворяет «тревогу миллениалов», согласно The Walrus; журналистка Джоэлль Кидд написала, что миллениалы имеют фундаментальную тенденцию к «навязчивому самоанализу» и самоосознанию, которую «гиперкомпетентная Свифт» стала воплощать, разделяя свои тревоги с целым поколением. Старший редактор телепередачи Today Елена Николау заметила, как Свифт культурно трансформировала свадьбы миллениалов. По мнению Николау, Свифт, которой в 2022 году будет 33 года, взрослеет вместе со своими поклонниками-миллениалами: «Первые переживания Свифт о предательстве и лучшей дружбе синхронно отобразились на жизни её поклонников, а теперь она сама стремится найти любовь, в то время как её поклонники женятся и остепеняются». Эми Иган, свадебный организатор из Нью-Йорка, рассказала Today, что она заметила «рост числа свифтовских свадеб, которые выходят за рамки просто музыки», используя мотивы Свифт в оформлении.
Обсуждая привлекательность Свифт для поколения Z (Gen Z) в 2020-х годах, Спанос сказал в интервью NPR, что, несмотря на то, что поколение Z составляет значительную часть новых поклонников Свифт, они «не очень понимают историю культуры, социально-политические и культурные элементы, которые сформировали Тейлор как женщину-миллениала, потому что они выросли после неё». В результате некоторые представители поколения Z могут воспринимать некоторые старые песни и тексты Свифт как «неловкость, или кривляние». Vox назвал Свифт «миллениальным Брюсом Спрингстином», проведя многочисленные художественные, индустриальные и социально-политические параллели между карьерами Свифт и Спрингстина. В аналогичном анализе The Times назвал Свифт «Бобом Диланом нашего времени» и «исповедальной королевой поп-музыки нулевых». Пол Слэнкси из Air Mail писал в 2023 году, что Свифт «пользуется успехом и у бумеров», отмечая рост числа «пожилых Свифт». Социолог Брайан Донован также отметил её «межпоколенческую привлекательность», заявив, что альбомы Folklore и Evermore помогли ей расширить круг своих поклонников за счёт «мужчин поколения X».
По данным Morning Consult 45 % поклонников Свифт в США — миллениалы, 23 % — бэби-бумеры, 21 % — поколение X и 11 % — поколение Z. По опросам YouGov она стала самой почитаемой женщиной-музыкантом в мире с 2019 по 2021 год.
Помимо музыки и бизнеса, Свифт также упоминается многими спортсменами-миллениалами в качестве вдохновения или примера для подражания; среди примеров — Симона Байлз, Коби Брайант, Джимми Батлер, Роб Гронковски, Брайс Харпер, Клейтон Кершоу, Джессика Корда, Микаэла Шиффрин, Ига Свёнтек, Рассел Уэстбрук, Эмма Вейант и Серена Уильямс.

## Влияние на других музыкантов и деятелей культуры
Своим творчеством Свифт повлияла на многих мейнстримовых и инди-исполнителей 21 века. Пол Маккартни вдохновился артистизмом Свифт и её поклонниками и написал в 2018 году песню «Who Cares». По данным Billboard, Business Insider и The New York Times, альбомы Свифт вдохновили целое поколение авторов-исполнителей. Среди артистов, которые ссылались на Свифт как на источник влияния, можно назвать следующих, но не ограничиваясь ими:
Грейси Эйбрамс, Келси Баллерини, Ruth B., Baby Queen, Priscilla Block, Фиби Бриджерс, Камила Кабельо, Сабрина Карпентер, София Карсон, The Chainsmokers, Clairo, Gus Dapperton, Daya, Билли Айлиш, 5 Seconds of Summer, Fletcher, Селена Гомес, Элли Голдинг, Gayle, Girl in Red, Conan Gray, Loren Gray, Griff, Холзи, Maya Hawke, Найл Хоран, Huh Yun-jin из Le Sserafim, Little Mix, Tate McRae, Шон Мендес, Soccer Mommy, Марен Моррис, The National, Нина Несбитт, Niki, Финнеас О’Коннелл, Кристина Перри, Мэйси Питерс, the Regrettes, Фрея Райдингз, Оливия Родриго, Рина Саваяма, Трой Сиван, Slayyyter, Хейли Стайнфелд, Tegan and Sara, Розэ и Хейли Уильямс. Она также вдохновляла деятелей вне музыкальной индустрии, таких как писатели и сценаристы Дженни Хан (The Summer I Turned Pretty), Эбби Макдональд (Бриджертоны) и Дженнифер Кейтин Робинсон (Someone Great и Do Revenge).
- Найл Хоран
- Оливия Родриго
- Рина Саваяма
- Холзи
- Сабрина Карпентер
- Шон Мендес

Различные артисты звукозаписи также были вдохновлены трудовой этикой Свифт и её карьерной траекторией, особенно в отношении её борьбы за право собственности на свои работы:
- Американская автор-исполнительница Оливия Родриго заявила, что после наблюдения за борьбой Свифт она договорилась со своим звукозаписывающим лейблом о том, чтобы самой владеть своими авторскими правами[337].
- Американский певец Джо Джонас заявил, что хочет перезаписать бэк-каталог Jonas Brothers так же, как Свифт сделала это со своим[338].
- Канадский музыкант Брайан Адамс заявил, что перезаписал свой каталог после разногласий со своим лейблом и поблагодарил Свифт за то, что она вдохновила его на это[339].
- Американская рок-группа The Departed также отметила, что Свифт вдохновила их на перезапись своей дискографии[340].
- Американский рэпер Snoop Dogg ссылался на перезаписи Свифт как на причину, по которой он хотел перезаписать свой дебютный альбом Doggystyle (1993), но заявил, что в итоге не смог заставить себя сделать это, потому что не смог воспроизвести «чувство»[341].
- Американская певица Ашанти объявила о своём намерении перезаписать свой дебютный альбом с собственным названием, чтобы получить его мастер-записи, и рассказала в журнале Metro, что она чувствует себя «наделённой силой» благодаря Свифт; Ашанти далее заявила: «Я думаю, что Тейлор удивительна за то, что она сделала, и быть женщиной в этой индустрии, где доминируют мужчины, достичь этого — удивительно. Владеть своей собственностью и иметь возможность владеть своим творчеством — это так важно. Мужчина, женщина, певец, рэпер, кто угодно, я надеюсь, что это будет уроком для артистов, чтобы они пришли туда и владели собой»[342].
- Индонезийская певица и автор-исполнитель Niki заявила, что Свифт вдохновила её перезаписать и «переосмыслить» свои оригинальные песни, которые она удалила с YouTube после подписания контракта с её звукозаписывающей компанией, и что эти перезаписанные треки войдут в её второй студийный альбом Nicole (2022)[343].
- Американская светская львица Пэрис Хилтон 30 декабря 2022 года выпустила «обновлённую» версию своей песни 2006 года «Stars Are Blind» под названием «Stars Are Blind (Paris' Version)»[344].
- Американская R&B-певица SZA похвалила Свифт в своём интервью на церемонии «Женщина года по версии Billboard» в 2023 году: «Тейлор разрешила всю эту ситуацию с её хозяевами, а потом продала все эти чёртовы пластинки. Это самый большой „fuck-k you“ в адрес истеблишмента, который я когда-либо видела в своей жизни, и я глубоко аплодирую этому»[345].
- Британская певица Рита Ора поблагодарила Свифт за то, что та дала ей стимул самой приобрести свои диски[346].
- Американский рэпер Offset, бывший участник хип-хоп группы Migos, назвал себя «рэп Тейлор Свифт» после спора со своим бывшим лейблом Quality Control Music по поводу его сольной карьеры; он заявил, что добивается «контроля над своими мастер-записями»[347].

Свифт помогла музыкальным исполнителям добиться известности, приглашая их открывать её туры. Среди примеров — Джастин Бибер, Эд Ширан, Мендес, Кабельо и Charli XCX. Американские музыканты Джек Антонофф и Аарон Десснер признали роль Свифт в развитии их карьеры как продюсеров звукозаписи.
За пределами музыкальной индустрии Свифт вдохновляла авторов, романистов, кинорежиссёров и сценаристов, в том числе Сину Грейс («Супермен: урожай молодости»), Дженни Хан («Лето, когда я стала красивой»), Эбби Макдональд («Бриджертоны») и Дженнифер Кайтин Робинсон («Кто-то великий» и «Месть»).
Мексиканский режиссёр Гильермо дель Торо высоко отозвался о Свифт: «Она очень опытный режиссёр, она невероятно чётко и глубоко говорит о том, что она пытается сделать и что она будет делать». Канадский режиссёр Шон Леви назвал Свифт «магнитом для культуры, подобного которому я ещё не видел». Свифт также вдохновила таких пародистов, как Эшли Личин, Джейд Джоли и Тейлор Шиш.
Когда в мае 2025 года Свифт успешно вернула себе права на свои произведения, Роб Шеффилд заявил, что «то, что Свифт стала владелицей плодов своего труда, является исторической победой, имеющей огромные последствия для других артистов и всего музыкального мира».

## Кросс-культурный эффект
Критики считают, что Свифт влияет на все аспекты культуры.  Пытаясь определить и проанализировать ее влияние на различные сферы деятельности, ряд изданий пришли к выводу, что они в целом назвали «эффектом Тейлор Свифт». Маркус Коллинз, профессор маркетинга в Школе бизнеса Росса при Мичиганском университете, назвал этот эффект сетевым. По его словам, авторитет Свифт «таков, что когда она что-то делает, люди следуют за ней [...] Она влияет на группу людей, а те влияют друг на друга и на других людей. Возникает сетевой эффект". Крис Биби в Yahoo! Finance высказал мнение, что эффект Тейлор Свифт «может повлиять на ваши будущие начинания в бизнесе и инвестировании», независимо от собственного интереса к Свифт.
По мнению Сэма Лански из Time, «настоящий» эффект Тейлор Свифт - психологический. Она повлияла на людей, особенно на женщин, которые «были вынуждены мириться с пренебрежением, газовым освещением и жестоким обращением со стороны общества, которое рассматривает их эмоции как несущественные», чтобы они поверили, что их эмоции и восприятие имеют значение. Кайл Чейка из The New Yorker ввел термин «Свифтулярность», чтобы обозначить культурную «неизбежность» Свифт. По мнению Чайки, Swiftularity - это медиа-воронка, «отсасывающая [у публики] все более узкий набор тем», в которой современные объекты или темы в популярной культуре становятся частью влияния Свифт одна за другой, начиная от политики и спорта и заканчивая технологиями, такими как искусственный интеллект (ИИ).
Хао Сюй и Южэн Ли, исследователи в области коммуникаций и маркетинга, считают, что «трудно представить себе артиста, который оказал более глубокое влияние на многие аспекты современной жизни — от гендера и фэндома до экономики, популярной культуры и политики», чем Свифт.

## Научные исследования
Свифт также является предметом академического изучения; её артистизм и слава — популярные темы научных исследований медиаведения. Профессор Элизабет Скала называет Свифт мостом между современной и исторической художественной литературой: «Она рассказывает замечательные истории, использует яркие образы, у неё прекрасные обороты речи и дикция. Я нахожу её творчество заразительным». Исследователь Джефф Опперман в The New York Times высказал мнение, что песни Свифт «наполнены языком и образами мира природы», возрождая природу в популярной культуре после зарегистрированного сокращения слов на природную тематику. Песни, подобные «Love Story», изучаются эволюционными психологами, чтобы понять связь между популярной музыкой и человеческими брачными стратегиями.
Её фанбаза изучается с точки зрения социального капитала, потребительских характеристик и межличностных отношений.

### Академические курсы
Различные высшие учебные заведения предлагают курсы бакалавров и факультативные курсы, посвящённые Свифт.
Многие из этих курсов используют анализ произведений Свифт как «отправную точку в критике, анализе и более широких культурных проблемах и ориентирах».
Для изучения многогранного влияния Свифт Индианский университет в Блумингтоне 5 ноября 2023 года проводит трёхдневную научную конференцию под названием «Тейлор Свифт: The Conference Era», на которой будет обсуждаться её карьера и общее влияние, а в Университете Мельбурна планируется провести международный симпозиум Swiftposium 2024, организованный учёными из университетов Австралии и Новой Зеландии.
| Учреждение                                            | Название курса                                                                      | Описание курса | Ссылка          |
| ----------------------------------------------------- | ----------------------------------------------------------------------------------- | --- | --------------- |
| New York University Tisch School of the Arts          | Swiftology 101                                                                      | Творческое музыкальное предпринимательство, имидж, фэндом, наследие кантри и поп-музыки Свифт анализируется через призму юности, девичества, расовой политики, авторского права и собственности, американского национализма и социальных медиа. | [ 377 ]         |
| Queen’s University at Kingston                        | Taylor Swift's Literary Legacy                                                      | Социально-политическое влияние Свифт на современную культуру, реконтекстуализация её песен как литературы и исследование её творчества в рамках феминистской теории и теории гомосексуализма.                                                   | [ 378 ]         |
| St. Thomas University (Canada)                        | Communications and Taylor Swift                                                     | Маркетинг, коммуникационные стратегии и использование социальных сетей Свифт. | [ 379 ]         |
| University of Texas at Austin College of Liberal Arts | The Taylor Swift Songbook                                                           | Формалистическая литературная критика песен Свифт наряду с такими поэтами, как Уильям Шекспир, Джон Китс, Роберт Фрост, Эмили Дикинсон и Сильвия Плат.                                                                                          | [ 380 ]         |
| Binghamton University                                 | Taylor Swift, 21C Music                                                             | Влияние музыкальной индустрии 21 века на эволюцию музыки Свифт, пол, расу, сексуальность и бизнес. | [ 381 ]         |
| Berklee College of Music                              | Songs of Taylor Swift                                                               | Композиции, лирика, глобальная привлекательность и музыкальная эволюция Свифт на протяжении её 10 альбомов. | [ 382 ]         |
| Stanford University                                   | All Too Well (Ten Week Version)                                                     | Глубокий анализ песни «All Too Well». | [ 383 ]         |
| Stanford University                                   | The Last Great American Songwriter: Storytelling With Taylor Swift Through the Eras | Литературный анализ репертуара Свифт, лирической эволюции и культурного влияния. | [ 384 ]         |
| Queen Mary University of London                       | Taylor Swift and Literature                                                         | Лирика Свифт как литература, её каноничность, литературная ценность и критическая теория в политическом, национальном и историческом контекстах.                                                                                                | [ 385 ]         |
| Rice University                                       | Miss Americana: The Evolution and Lyrics of Taylor Swift                            | Влияние Свифт на культуру, эволюция сочинения песен, женственность, социальные сети, общественное мнение. | [ 386 ]         |
| University of Kansas                                  | The Sociology of Taylor Swift                                                       | Субкультура и сообщество по интересам фанатов Свифт, их связь со Свифт и межфанатские отношения. | [ 270 ]         |
| Ghent University                                      | Literature: Taylor’s Version                                                        | Критический анализ писательских приёмов, стилей и тем Свифт в сравнении с классической английской литературой. | [ 387 ]         |
| Arizona State University                              | Psychology of Taylor Swift — Advanced Topics of Social Psychology                   | Такие явления, как сплетни, отношения и месть в творчестве и жизни Свифт | [ 388 ]         |
| Lafayette College                                     | From Fred Rogers to Taylor Swift: The Influence of America’s Public Theologians     | Влияние Свифт и других общественных деятелей на СМИ, культуру и жизнь с богословской точки зрения. | [ 389 ]         |
| University of California, Berkeley                    | Artistry and Entrepreneurship: Taylor’s Version                                     | Свифт как автор песен, деловая женщина и её творческое влияние, а также её воздействие на литературу, экономику, бизнес и социологию. | [ 390 ]         |
| University of South Dakota                            | The Taylor Swift Effect                                                             | Взаимодействие Свифт с законом, например, её перезаписанные альбомы и проблемы с авторскими правами | [ 391 ]         |
| University of Missouri                                | Taylor Swiftory: History & Literature Through Taylor Swift                          | Изучение широкого круга исторических и литературных тем с использованием музыки Свифт в качестве первоисточника | [ 392 ]         |
| Harvard University                                    | Taylor Swift and Her World                                                          | Литературно-эстетический анализ музыки, текстов, влияния и артистизма Свифт в контексте Американского искусства и литературы. | [ 393 ]         |
| University of Florida                                 | Musical storytelling with Taylor Swift and other iconic female artists              | Изучение сюжета в песнях таких исполнительниц, как Арета Франклин, Билли Холидей и Долли Партон, с акцентом на Свифт | [ 375 ]         |
| University of Miami School of Law                     | Intellectual Property Law Through the Lens of Taylor Swift                          | Как и почему Свифт перезаписала свои ранние альбомы (Taylor’s version), её зарегистрированные торговые марки, её контракты и конфликты с папарацци, нарушающими её частную жизнь                                                                | [ 394 ]         |
| Northeastern University                               | Speak Now: Gender & Storytelling in Taylor Swift’s Eras                             | Эксперименты с артистизмом Свифт, написанием песен, жанровой неоднородностью, публичным имиджем и вниманием СМИ | [ 395 ]         |
| Универаситет Филиппин                                 | Celebrity Studies: Taylor Swift in Focus                                            | Концепция, конструирование и представление Свифт как знаменитости и то, как она может быть использована для объяснения наших и медийных отношений с классом, политикой, полом, расой и фантазиями об успехе и мобильности.                      | [ 396 ]         |
| University of South Carolina                          | Life is Just a Classroom: Taylor’s Version                                          | Изучение деловой стороны Свифт, от её влияния на экономику до продажи билетов, мерчендайзинга, филантропии, «фан»-демонии и корпоративного спонсорства.                                                                                         | [ 397 ]         |
| Austin Peay State University                          | The Invisible String of Romanticism                                                 | Поэтический курс, исследующий общие черты песенного творчества Свифт и поэтов-романтиков, таких как Уильям Вордсворт. | [ 397 ]         |
| Brigham Young University                              | Miss Americana: Taylor Swift, Ethics and Political Society                          | Этический анализ тем в музыке Свифт | [ 398 ]         |
| University of Houston                                 | The Entrepreneurial Genius of Taylor Swift                                          | Обзор усилий Тейлор Свифт, которые привели её к предпринимательскому успеху. Маркетинг, привлечение фанатов, создание сообществ и стратегии брендинга Свифт                                                                                     | [ 399 ] [ 400 ] |
| Xavier University                                     | Taylor Swift in Context                                                             | Курс рассматривает музыку Свифт в стилистическом и культурном контексте её карьеры. | [ 401 ]         |
| Quinnipiac University                                 | Special Topics in Women’s and Gender Studies.                                       | Хронология творчества Свифт, рассматривающая теоретические основы её наследия и репертуара. | [ 402 ]         |
| University of Central Florida                         | Rhetoric in Popular Culture: Taylor’s Version                                       | Анализ текстов песен и публичной персоны Тейлор Свифт через призму риторики и популярной культуры | [ 403 ]         |
| Universidad de Buenos Aires, Social Studies College   | Who's Taylor Swift, anyway, ew                                                      | Дискография и лирика Свифт в связи с популярной американской культурой и английской литературой | [ 404 ]         |
| Salem State University                                | The Media Impact and Societal Influence of Taylor Alison Swift                      | Влияние Свифт на американскую жизнь и политику | [ 405 ]         |
| University of Victoria                                | Major Author: Taylor Swift                                                          | Литературный анализ лирики Свифт | [ 406 ]         |
| Универаситет Северного Кентукки                       | The Poetry of Taylor Swift                                                          | Лирические стили и поэтические приемы Свифт | [ 407 ]         |
| Brock University                                      | A Swift History                                                                     | Свифт как историк | [ 408 ]         |

### Комментарии
1. ↑  Приписывается Burt[1], Cartwright[2], Dunn[3], Jericho[4], Lansky[5], McGrath[6], Molanphy[7], Politi[8], Sisario[9], Unterberger[10], Yahr[11], Yang[12] и др.
2. ↑  Свифт дважды имела по 7 альбомов в топ-10 чарта продаж альбомов Top Album Sales — в чартах от 6 января 2024 года и 20 января 2024 года[160].
3. ↑  30 мая 2025 года Свифт полностью выкупила у Shamrock Capital весь свой каталог мастер-записей первых шести студийных альбомов (за сумму близкую к 360 млн долларов)[362]